# Горина, Наталия Людвиговна
Наталия Людвиговна Горина (род. 11 апреля 1964, Киев, СССР) — российский сценарист и продюсер, профессор кафедры продюсирования кино и телевидения ГИКиТ, кандидат наук, ректор Санкт-Петербургского государственного института кино и телевидения (2021—2023), лауреат премий «Золотой орёл» (2012, 2104, 2016), «Ника» (2016).

## Биография
В 1986 году Наталия Горина окончила филологический факультет Ленинградского государственного университета, а затем аспирантуру Института лингвистических исследований РАН в Петербурге в 1988 году.
В ноябре 2021 году заняла должность ректора Санкт-Петербургского государственного института кино и телевидения. В начале 2023 года ушла с поста руководителя института по «собственному желанию». Вследствие чего студенты и преподаватели ВУЗа объединились для того, чтобы Наталья Горина осталась на посту ректора. Более полутора тысяч человек написали открытые письма в Министерство культуры.
С 2021 года Наталия Горина заведует кафедрой продюсирования ГИКиТ. В начале 2025 года покинула пост заведующего кафедрой продюсирования, а в последствие и вовсе ушла из Института. 

## Премии и достижения
Фильмы, в которых Наталия участвовала в качестве продюсера и сценариста удостоены премиями:
- «Достоевский» (2011) — премия «Золотой орёл» (2012) за лучший мини-сериал
- «Сталинград» (2013) — премия «Золотой орел» (2014), «Ника-2014»
- «Дуэлянт» (2014) — премия «Золотой орёл» (2016), Премия «Ника-2016»
- «Дылда» (2019) — Приз ФИПРЕССИ на Каннском кинофестивале в 2019 году, Приз за лучшую режиссуру в программе «Особый взгляд» на Каннском кинофестивале в 2019 году, Гран-при Международного кинофестиваля «Зеркало» в 2019 году, Главный приз ХХV Женевского международного кинофестиваля, Приз FIPRESCI Международной федерации кинопрессы в номинации «Лучший фильм на иностранном языке» на ХХXI кинофестивале в Палм-Спрингс
- «Разжимая кулаки» (2019) — приз Евразийской киноакадемии, премия Каннского фестиваля «Особый взгляд»
- «Седьмая симфония (сериал)» (2020) — премия «Золотой орел-2022» в номинации «Лучший телевизионный сериал», фестиваль «Виват кино России!» — победа в номинации «Лучший отечественный сериал»
- «Мама, я дома», (2021) — приз зрительских симпатий Венецианского кинофестиваля, главный приз Russian Film Week-2022 (Париж)
- "110" (2024) - приз за лучшее визуальное решение и за лучшую женскую роль фестиваля "Зимний" (Москва)
- "Лапин" (2024) - приз за лучшую мужскую роль имени А.Абдулова фестиваля "Дух Огня" (Ханты-Мансийск), лучший фильм фестиваля "Медвежонок" (2025, Пермь)

## Фильмография
Основные творческие работы:

### Исполнительный продюсер
- Лапин (2023)
- 110 (2023)
- Мерзлая земля (2023)
- Седьмая симфония (2021)
- Мама, я дома | Mama, I’m home (2021)
- Разжимая кулаки | Unclenching The Fists (2020)
- Дылда | Beanpole | Dylda (2019)
- Девятая (2018)
- Следователь Тихонов (2016)
- Визит к Минотавру | Фильм 1
- Ощупью в полдень | Фильм 2
- Город принял | Фильм 3
- Часы для мистера Келли | Фильм 4
- Дуэлянт (2016)
- Достоевский (2010)
- Тот, кто гасит свет (2008)
- Ленинград (2007)
- 1814 (2007)

### Продюсер
- Болезнь роста | Growing Pains (короткометражный) (2021)
- Опасные танцы (2018)
- Ура! Каникулы! (2016)
- Патруль. Васильевский остров (2012)
- Волшебник (2008)

### Сценарист
- 1814 (2007)